# Gabriel Minvielle
Gabriel Minvielle (Bordeaux, ... – New York, 1702) è stato un politico francese, 15° sindaco di New York.